# Warren (Indiana)
Warren es un pueblo ubicado en el condado de Huntington en el estado estadounidense de Indiana. En el Censo de 2010 tenía una población de 1239 habitantes y una densidad de población de 416,71 personas por km².

## Geografía
Warren se encuentra ubicado en las coordenadas 40°41′16″N 85°25′29″O / 40.68778, -85.42472. Según la Oficina del Censo de los Estados Unidos, Warren tiene una superficie total de 2.97 km², de la cual 2.96 km² corresponden a tierra firme y (0.44%) 0.01 km² es agua.

## Demografía
Según el censo de 2010, había 1239 personas residiendo en Warren. La densidad de población era de 416,71 hab./km². De los 1239 habitantes, Warren estaba compuesto por el 98.79% blancos, el 0.08% eran afroamericanos, el 0.08% eran amerindios, el 0.16% eran asiáticos, el 0% eran isleños del Pacífico, el 0.08% eran de otras razas y el 0.81% pertenecían a dos o más razas. Del total de la población el 0.4% eran hispanos o latinos de cualquier raza.